# سوداگر (فیلم ۱۹۹۱)
«سوداگر» (انگلیسی: Saudagar) فیلمی هندی است که در سال ۱۹۹۱ منتشر شد. از بازیگران آن می‌توان به دیلیپ کومار، راج کومار، آمریش پاری، انوپم کهیر و جکی شروف اشاره کرد.